# 生産国
生産国（せいさんこく）とは、原料や製品といった製造物を生産した国のことである。原料や素材が作られた国は一般に「原産国」と呼ばれる。

## 自国内消費
自国内で生産され消費される場合には国産物として扱われ、生産国は自国である。

## 輸入品
製造物が輸入される場合には、関税や輸入枠といった面で生産国の特定は重要である。

### 1ヶ国での生産
日本では、生産が1つの国で完結していれば「完全生産品」としてその国が「原産国」となる。

### 複数の国で加工が行われた場合
複数の国でそれぞれ加工が行われたものが輸入される場合には、いずれの国が生産国であるか一義的に決めることが困難な場合がある。
日本では実質的な変更をもたらす行為（実質的変更行為）が行われた国を「原産国」「原産地域」として扱われる。WTOの原産地認定基準では「原産国」とは「実質的な変更をもたらし新しい特性を与える行為を最後に行った国」とされている。

## 生産国マーケティング
企業は、異なる戦略の数を示している可能性があります:
- フレーズの使用」メイド...
- 品質と起源ラベルの使用
- 生産国は、会社名に埋め込まれ
- 会社名に埋め込まれた典型的な言葉
- 生産国から言語の使用
- 原産国から有名な、またはステレオタイプの人々の使用
- 原産国からのフラグとシンボルの使用
- 原産国からの典型的な風景画や有名な建物の使用